# Шимкент (аеропорт)
Аеропо́рт «Шимке́нт» (каз. Халықаралық Шымкент Әуежайы) (IATA: CIT, ICAO: UAII) — аеропорт міста Шимкент у Казахстані. Знаходиться у західній околиці міста.
Знаходиться на перетині міжнародних авіатрас R482, B142, B114, P206, B30; розташований за 100 км від Ташкента, за 450 км від Кизилорди, за 500 км від Бішкека, за 680 км від Алмати.
Летовище Шимкент першого класу, придатне для прийому повітряних суден усіх типів.
На аеродромі базуються: АТ "Аеропорт Шимкент", АТ Авіакомпанія «СКАТ», Шимкентська філія РДП "Казаеронавігація", Шимкентське представництво АТ «Казаеросервіс». Аеродром використовується також військовою авіацією.
В околицях міста Шимкент є також спортивний аеродром «Сайра».

## Історія
28 березня 1932 року біля Шимкенту була організована сільськогосподарська авіабаза.
27 грудня 1963 року аеропорт перебазувався на нове місце (де розташований й сьогодні). 21 листопада 1967 року були здані в експлуатацію злітно-посадкова смуга і будівля аеровокзалу.

## Модернізація
У 2007 році виконані роботи з реконструкції злітно-посадкової смуги, з обома курсами посадки встановлені сучасні системи посадки СП-90 (з вбудованим дальномірним каналом DME/N ), оновлено метеообладнання, яке дозволяє на сьогодні приймати повітряні судна будь-яких типів. 
У 2008 році з республіканського бюджету на спорудження нового аеровокзалу було виділено 6,2 млрд тенге. Приблизна проектована пропускна спроможність терміналу — 350 пасажирів на годину, його площа — 5 тис. 380 м². Новий аеровокзал розташується поряд з нині діючим.

## Авіалінії та напрямки

### Пасажирські
| Авіакомпанія | Пункт призначення                                                      |
| ------------ | ---------------------------------------------------------------------- |
| Aeroflot     | Москва-Шереметьєво                                                     |
| Air Astana   | Алмати, Астана                                                         |
| AtlasGlobal  | Стамбул-Ататюрк                                                        |
| Bek Air      | Актау, Алмати, Астана                                                  |
| Qazaq Air    | Астана, Алмати, Павлодар, Актобе                                       |
| S7 Airlines  | Новосибірськ                                                           |
| SCAT         | Актау, Алмати, Астана, Стамбул-Ататюрк, Москва-Внуково, Петропавловськ |
| SkyBus       | Сезонний чартер: Батумі                                                |

### Вантажні
| Авіакомпанія | Пункт призначення |
| ------------ | ----------------- |
| Atlas Air    | Рейк'явік         |

## Ресурси Інтернету
- Офіційний сайт аеропорту Шимкент [Архівовано 18 травня 2015 у Wayback Machine.]